# Tượng đài Washington

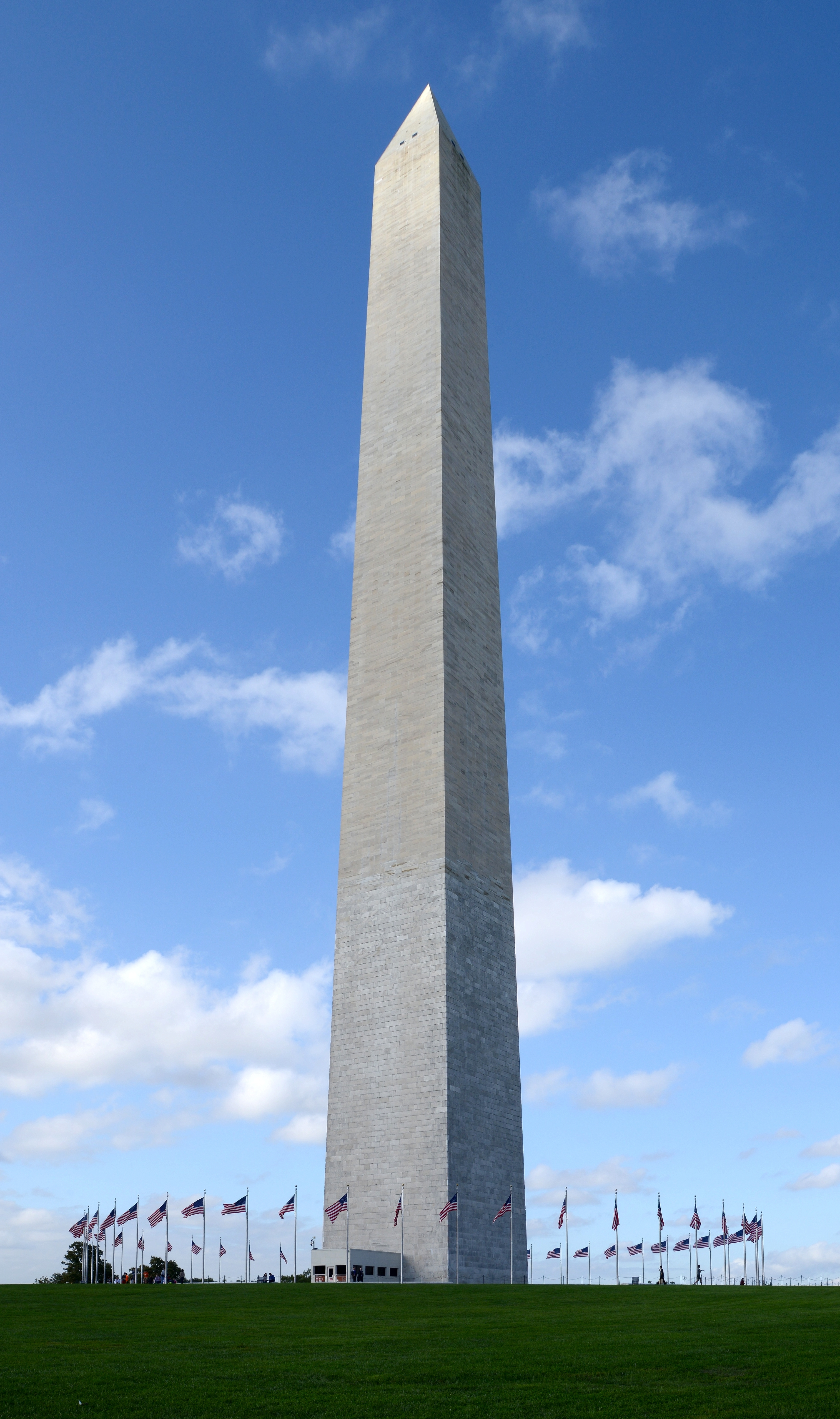

For other Washington Monuments, see Washington Monuments (world).
Tượng đài Washington (tiếng Anh: Washington Monument) là một đài kỷ niệm lớn màu trắng tại phía cạnh phía Tây của khu National Mall ở thủ đô Washington, D.C. của Hoa Kỳ. Đây là một đài tưởng niệm tổng thống được xây dựng để tưởng niệm tổng thống đầu tiên của Hoa Kỳ George Washington. Tượng đài là cấu trúc công trình nặng nề cao nhất trên thế giới, cao 169,29 m và được xây bằng cẩm thạch, đá hoa cương và sa thạch. Người thiết kế tượng đài này là Robert Mills, một kiến trúc sư tài danh nổi bật của Hoa Kỳ cuối thập niên 1840. Việc xây dựng tượng đài thực tế được bắt đầu năm 1848 nhưng đến năm 1884 - gần 30 năm sau khi vị kiến trúc sư này mất vẫn chưa hoàn tất. Việc gián đoạn xây dựng này là do thiếu ngân quỹ và sự can thiệp của Nội chiến Mỹ. Từ độ cao khoảng 45m có sự khác biệt về độ bóng của bề mặt bằng đá cẩm thạch, thể hiện rõ ràng sự giao hòa giữa phần được xây dựng ban đầu và phần tiếp tục xây từ năm 1876. Viên đá đặt nền móng được đặt ngày 6/12/1884 và tượng đài được xem như hoàn thành ngày 21/2/1885. Tượng đài được chính thức mở cửa cho công chúng ngày 9/10/1888. Vào thời điểm hoàn thành, tượng đài này là cấu trúc cao nhất, một danh hiệu nó được thừa hưởng từ Đại giáo đường Köln và giữ kỷ lục đến năm 1889 khi Tháp Eiffel được hoàn tất ở Paris. Tượng đài Washington phản chiếu xuống Hồ phản chiếu hình vuông vươn về phía Tây, phía Nhà tưởng niệm Lincoln.